# 15042 Anndavgui
15042 Anndavgui (1998 XZ8) là một tiểu hành tinh vành đai chính được phát hiện ngày 14 tháng 12 năm 1998 bởi J.-C. Merlin ở Le Creusot.